# 印東弘玄
印東 弘玄（いんどう ひろはる、1908年6月27日 - 2003年1月19日）は、日本の菌類学者。

## 人物・来歴
東京市麻布区（現東京都港区）出身。1936年東京文理科大学卒。39年東京女子師範学校嘱託、40年東京高等師範学校講師、44年助教授兼東京文理大助手、51年東京教育大学教授、跡見女子短期大学教授兼任。61年「日本産ケカビ目の研究：シンケファリス属について」で東京教育大・理学博士。72年教育大定年退官、名誉教授、東京女子体育大学教授。74年日本菌学会会長。

## 著書
- 『キノコやカビの研究』 (少國民・理科の研究叢書) 研究社, 1942.10
- 『理科単元学習と評価法』世界社, 1951
- 『カビとキノコの研究』 (理科の自由研究文庫) 馬場鯱 絵. 世界社, 1952
- 『要説生物学』 (學燈新書) 学燈社, 1954
- 『整理本位の生物学』学燈社, 1957
- 『生物研究』績文堂出版, 1958

### 共編著・監修
- 『理科実験技術講座』第3-4 (生物) 藤木源吾,宇井芳雄共著. 岩崎書店, 1955
- 『生物学実験法講座 第4巻 E菌類』小林義雄共著 中山書店, 1955
- 『理科実験図説 新訂版』 (図説全集) 藤木源吾, 宇井芳雄共著. 岩崎書店, 1956 10版
- 『理科用語辞典』 (学生の辞典新書) 編. 岩崎書店, 1957
- 『教科書解説中学理科 実験観察と学習の整理 新指導要領準拠』池本義夫共監修. 清水書院, 1959.11
- 『中学理科問題の解き方 図解中心』監修, 柴田薫,木谷要治 共著. 三省堂, 1967.7
- 『きのこの栽培』 (カラー版観察と実験) 嶺川正勝 共著. 岩崎書店, 1969

翻訳
- F.A.ノバク『世界の植物百科』監修[訳]. 岩崎書店, 1967